# Rue Clotaire
La rue Clotaire est une voie située dans le quartier de la Sorbonne du 5e arrondissement de Paris.

## Situation et accès
La rue Clotaire est desservie à proximité à proximité par le RER B à la gare du Luxembourg.

## Origine du nom
Elle porte le nom du roi de France Clotaire Ier (498-551) en raison de sa proximité avec l'abbaye Sainte-Geneviève et des rues Clovis et Clotilde voisines.

## Historique
Cette rue fut décidée en 1802 par le ministre de l'Intérieur, Champigny, pour améliorer les abords du Panthéon mais ne fut ouverte qu'en 1832, temps nécessaire pour acquérir les terrains auprès de l'État. Elle prit son nom actuel la même année.

## Bâtiments remarquables et lieux de mémoire
- La rue longe la mairie du 5e arrondissement de Paris.